# ソビエト連邦の経済
ソビエト連邦の経済（ソビエトれんぽうのけいざい）では、ソビエト連邦における経済の歴史、運営体制の特徴などについて述べる。
基本的には国家による計画経済により運営され、農民の集団化が図られた（コルホーズ）。しかし、（特に商工業については）時の政権によって統制と自由化の間で大きく揺れた。

## 歴史

### 戦時共産主義政策
ウラジーミル・レーニンは、ソビエト政権を防衛するための内戦を戦うため、1918年、全ての企業の国有化、反革命と見なした貴族・資本家・地主の資産没収、農村における穀物の強制徴発などを含む「戦時共産主義」とよばれる政策を実施した。これはソビエト政権の勝利に大きく貢献した。

### ネップ期
1921年、内戦での勝利がほぼ確実になった後、レーニンは国民の不満を緩和するために、穀物の強制徴発を廃止した「ネップ」（新経済政策：スローガンは「一歩後退二歩前進」）を一時的に採用した。ニコライ・ブハーリンなどの理論指導により、中小企業の民営化、外国資本の導入などが行われ、工業生産力は第一次世界大戦以前の水準までに回復した。しかし、これは同時に新たな資本家であるネップマンや富農のクラークを産み出し、社会主義国家の前提を崩れさせる貧富の差という問題を引き起こした。また、都市と農村の交易条件が悪化することにより鋏状価格差危機が生じ、その維持が困難となって行った。

### 第一次五カ年計画
1928年、ネップで緩んだ社会主義体制を強化しようとしたレーニン政権最後期のゴエルロ計画（GOELRO plan, план ГОЭЛРО）を継承したヨシフ・スターリンは、第一次五カ年計画を策定した。1932年までに達成すべき統制数値をゴスプラン（国家計画委員会）により定め、企業の再国有化や農業集団化を実施し、各組織に対して生産計画数値であるノルマの達成を厳命する計画経済メカニズムの基礎を再構築した。ゴスプランの研究者であったフェリドマンのモデルに従い、重工業優先の発展戦略（二部門モデル）により、コンビナートと呼ばれた工業地域の計画・建設、天然資源（石炭など）の大規模な開発が進行した。既存の農村はコルホーズと呼ばれる協同組合方式の集団農場に編成され、開拓地に設置されたソフホーズ（国営農場）と共にその後のソビエト農業の基本構成単位となった。この開発モデルは、第二次世界大戦後においてアジア諸国で採用されることとなる。
この工業化・集団化政策と、ロシア革命によって世界経済から相手にされなくなり孤立したことが功を奏し、1930年代の世界恐慌で欧米の資本主義国が軒並み不況に苦しむ中、ソ連はその影響を受けずに19世紀のドイツや明治維新後の日本を凌ぐ前代未聞のペースの工業化と高い経済成長を達成した。このことは欧米から驚嘆され、西側知識人の間では理想視された。ただし1933年、第一次世界大戦後の国際社会で共に孤立化し、それ故に協力関係を保っていたドイツに反共のナチス政権が誕生すると、ソビエトは有力な投資元を失い、一層孤立化が進んだ。

### 第二次世界大戦の影響
1941年6月に独ソ戦が始まると第三次五カ年計画は中断され、戦時経済体制が実施された。ドイツ軍に占領されたヨーロッパ地域の領土に代わり、ウラル地方のスヴェルドロフスクやチェリャビンスク、それにヴォルガ川沿岸の各都市などには軍需工場が移転し、戦後のシベリア開発の拠点となった。
1945年に大きな犠牲を払いながら第二次世界大戦に勝利すると、ソビエトは東ヨーロッパの広い地域を占領し、各国に共産党政権を誕生させて自らの衛星国としてソビエト経済圏に組み込んだ。これらの社会（共産）主義諸国もソビエトモデルの経済政策を実施し、五カ年計画の策定や農業集団化（ただしポーランドでは個人農場も維持）を行った。1949年発足のコメコンはソビエトに東ヨーロッパ経済の支配と、衛星国の維持に伴う新たな負担をもたらした。

### 戦後の復興
第二次世界大戦後、ソビエトは戦時賠償の名目でドイツや満州の占領地域から多くの産業設備などを一方的に接収してソビエト国内に持ち帰った。これには日本軍やドイツ軍の捕虜に再教育と強制労働を課したことと合わせて国際法違反の可能性があり、日本・ドイツ両国民の対ソ感情を悪化させた。しかし、戦争で大きく破壊されたヨーロッパ地域の経済再建には重要な役割を果たした。
スターリンは1946年に第四次五ヶ年計画を開始し、戦前と同様の経済体制を維持しながら戦後復興に着手した。1953年の彼の死と、1956年に起きたニキータ・フルシチョフによる彼への公式批判の後も、ソビエト政府はゴスプランが作成する五ヶ年計画を掲げ、軽工業への一定の配慮を示しながら、冷戦に対応するための重工業・軍需産業重視と国家による経済統制を堅持した。これはソビエト経済の発展を妨げ、次第に西側資本主義諸国との経済格差を拡大させることになった。
一方、ウラルと比較しても経済建設が遅れていた中央アジア地域では、ソビエト政権発足直後から議論をされていた大規模な利水計画が第二次世界大戦後に着手された。その柱は、アムダリア川とシルダリア川流域、及びアムダリア川から分水して建設されるカラクーム運河流域での大規模灌漑で、特に綿花生産は大きな成果を挙げ、ウズベク・ソビエト社会主義共和国（現ウズベキスタン）やトルクメン・ソビエト社会主義共和国（現トルクメニスタン）では綿工業が発達した。

### リーベルマン論文とコスイギン改革
1962年、ハリコフ大学経済学部のエフセイ・リーベルマン教授が共産党機関紙プラウダに論文を発表し、ソビエト経済においても企業や個人の利潤追求を重視し、経済運営の分権化や市場原理の限定的導入による生産性の向上を提唱した。これを元にアレクセイ・コスイギン首相により、企業がノルマ以上の成果を出した場合の報奨金制度などの経済改革が進められた。しかしこの改革はあくまでも限定的なもので、なおかつ東ヨーロッパ諸国にプラハの春に象徴されるような過度の自由主義化をもたらしたという批判により、この限定的改革ですら後退した。

### 停滞の時代
コスイギン改革の挫折後、1970年代はソ連も軍事的に関与した中東戦争による2度の石油危機で世界最大の産油国として莫大な外貨を獲得できたが、西側諸国からの機械、穀物や奢侈品の輸入に浪費されて新規事業の開拓や技術開発がほとんど進まず、西側と製品の質の点で大きく水をあけられた。また、レオニード・ブレジネフ政権の長期化で共産党内の汚職が進み、国有企業は帳簿上の生産数と実態との乖離が大きくなった。フルシチョフ失脚の直接の原因となった農業問題でも小麦やライ麦、大麦の生産量は世界最高だったものの、70年代からの凶作と旱魃で大量の穀物を北米から緊急輸入する必要が生じ、国際市場で大量の穀物買い付けを行って高騰させたことは大穀物強盗と呼ばれた。これが冷戦における両国の力関係にも影響を与えた。この時期には環境破壊も深刻化していったが、官僚制で硬直化した政府は有効な対策を立てられなかった。
この時期は、消費財や食料の輸入が膨らみ対外債務が急速に増大する一方、東ヨーロッパ諸国への安価な天然資源供給や発展途上国への経済支援は政治的・外交的理由で続ける必要があり、政府にとっては大きな負担になった。1979年にはアフガニスタン侵攻を開始し、軍事費の膨張と西側諸国との関係悪化はソビエト経済を一層苦しめた。
1982年、ブレジネフの死でソビエト連邦共産党書記長になったユーリ・アンドロポフは国内の綱紀粛清を図り、ウォッカの値上げによる酒類追放で労働者の生産性向上を目指したが、本格的な経済改革に着手する前に死去した。その後のコンスタンティン・チェルネンコは、元来保守派である上に病弱なこともあり、再びブレジネフ時代のような経済無策に陥った。

### ペレストロイカと連邦の解体
1985年、それまで農業政策を担当してきたミハイル・ゴルバチョフが書記長になり、ペレストロイカを断行する。ゴルバチョフはアンドロポフ時代からの経済改革路線をさらに推進した。ゴルバチョフはニコライ・ルイシコフを首相に任命して経済再建の指揮を取らせ、次第にアレクサンドル・ヤコブレフなどの影響も受けてネップの再評価（ブハーリンの名誉回復）、国有企業改革による企業の自主性の拡大などを促し、最終的にはスタニスラフ・シャターリンによる「500日計画」に見られるような市場社会主義を志向するようになった。また、労働規律の強化を目的とした反アルコール・キャンペーンも行われたが、これは経済活動の自由化に伴う賃金支払いへの統制の弱化とともに、むしろソ連における超過需要の更なる増大をもたらし、結果として行列などに見られるような抑圧型インフレーションを加速させ、ソ連を危機的状況に追いやることになった。
ペレストロイカを支える新思考外交はやがてアフガニスタン撤退や冷戦構造終結につながり、ソビエト経済における軍事的負荷は軽減されたが、軍産複合体を形成する多くの軍需工場は閉鎖に追い込まれ、生産は低下した。また、経済活動の自由化は政治の自由化にもつながり、若者の間で新たな富裕層を産み出す素地となったが、特権を享受してきた共産党幹部層の一部も温存させ、インフレの到来で年金生活に頼る高齢者の生活を直撃した。これらの社会的不満がソビエト国内世論や共産党内部を分裂させ、全面的な経済自由化には反対の立場をとるルイシコフ首相などの党内保守派と、より急進的な改革の実行を訴えるヤコブレフらの間で板挟みとなったゴルバチョフの求心力は低下した。
ゴルバチョフは1990年3月に大統領制を導入し、自らが初代大統領となって指導力の強化と連邦体制の立て直しを図ったが、連邦構成国の一つのリトアニアがその直前に独立宣言を発表してこれを拒否し、バルト三国の残り2ヶ国、エストニアとラトビアの独立宣言も続いた。バルト三国はソ連の重工業地域で、バルト海を通じドイツやスウェーデンなどとの交流窓口ともなっていたため、その独立宣言による分断はソ連経済全体にも悪影響を与えた。連邦政府はこれに対してエネルギー供給停止などの経済制裁で対抗し、1991年2月にはリトアニアの首都ヴィリニュスで血の日曜日事件によるソ連軍・警察による武力鎮圧まで起こしたが、独立を阻止できず、逆にゴルバチョフにより失脚したボリス・エリツィンがロシア連邦の最高会議議長として1990年6月に主権宣言を行い、経済面でも連邦解体と分権化が一層進行した。
1991年8月のクーデターにより、連邦政府やゴルバチョフ大統領の権威は失墜し、連邦政府はバルト三国の独立を認めた。同年12月、ロシアのエリツィン大統領やウクライナのレオニード・クラフチュク大統領らはベロヴェーシ合意でソビエト連邦の消滅と独立国家共同体の成立を宣言し、12月25日にゴルバチョフはこれを受け入れてソビエト大統領を辞任したため、ソビエト連邦は消滅した（ソビエト連邦の崩壊）。

## ソビエト経済の問題と成果
ソビエト経済の問題点は、1991年の連邦解体後にそのままロシア連邦に引き継がれることになった。また、ソビエト時代には連邦内での地域分業生産体制を採っていたため、旧ソ連から独立した独立国家共同体(CIS)諸国の多くには脆弱なモノカルチャー型経済（ウズベキスタンの綿花など）が残されることになった。
しかし一方では、世界最大の国土に約3億人の人口、世界一の生産量を誇る原油や粗鋼などをはじめとする豊かな資源を持ち、高い就学率、基礎研究が維持された結果、ソビエト経済はドイツの侵攻をはね返し、冷戦の負担にもある程度耐えるだけの底力を持つことができた。しかし、その影には、飢餓輸出、ホロドモール、強制労働があった。また国家の威信をかけて行われた宇宙開発でも、世界初の人工衛星打ち上げ成功、世界初の有人宇宙飛行、長期間に渡る宇宙ステーション（ミール）の運用成功など輝かしい実績を残している。ただ、その技術力は軍事及び宇宙開発部門を中心とした重工業のみが突出しており、一般国民に必要な物資の供給は後回しにされた。